# Gideon Mantell
Gideon Algernon Mantell (1790. február 3. – 1852. november 10.) angol szülészorvos, geológus és őslénykutató. Az egyik legelső dinoszaurusz fosszília felfedezőjeként ismert, melyet az Iguanodon fogaiként azonosított.

## Korai évek és orvosi karrier
A Sussex megyei Lewesben született, a cipész Thomas Mantell és Sarah Austen ötödik gyermekeként. Egy, a St. Mary's Lane-en álló kis villaházban nőtt fel két nővérével és négy bátyjával. Már fiatalon érdeklődést mutatott a geológia iránt. Átkutatta a környező területek üregeit és kőfejtőit, ahol ammoniteszeket, halcsontokat, korallokat, tengeri sünök héjait és más kihalt állatok maradványait fedezte fel. A Mantell gyerekek nem tanultak a helyi gimnáziumokban, mivel az idősebb Mantell a metodista egyház követője volt, és a 12 ingyenes iskolát az anglikán hitűek számára tartották fenn. Ennek eredményeként Gideon egy lányiskolába járt a St. Mary's Lane-en, és egy idős hölgytől tanult meg írni és olvasni. Tanárnője halála után Mantell John Buttonnál, a radikális filozófiát követő Whig párt egyik tagjánál tanult tovább, aki Mantell apjáéhoz hasonló politikai nézeteket vallott. Két évet töltött el Buttonnal, majd magántanulóként nagybátyjához egy baptista miniszterhez került Swindownba.
Mantell 15 éves korában tért vissza Lewesbe, ahol a Whig párti egyik vezetőjének közbenjárására, tanoncként öt évre egy James Moore nevű helyi sebész mellé került, aki gondoskodott Mantell elszállásolásáról, étkeztetéséről és orvosi ellátásáról. Az időszak kezdetén orvosi ampullákat tisztított, és gyógyszerek kiválogatásával és elrendezésével foglalkozott. Rövidesen megtanulta, hogyan kell tablettákat és más orvosságokat készíteni. Ő kezelte Moore gyógyszereit, kezelte a kimutatásokat, számlákat írt, valamint fogakat húzott. 1807. július 11-én Thomas Mantell 57 éves korában elhunyt. Örökségül pénzt hagyott a fiára, hogy folytathassa a tanulást. Gideon a tanoncévek vége felé előbbre akarta hozni az orvosi tanulmányait. Az emberi anatómiát kezdte tanulmányozni, és újonnan szerzett tudását nagy mértékben kiegészítette a The Anatomy of the Bones, and the Circulation of Blood (A csontok anatómiája és a vér keringése) című könyvvel, ami sok részletes ábrát tartalmaz a magzati és a felnőtt csontváz különféle részeiről. Hamarosan megkezdte hivatalos orvosi tanulmányait Londonban. Diplomáját a Királyi Sebészeti Akadémián (Royal College of Surgeons) szerezte meg, 1811-ben. Négy nappal később bizonyítványt kapott a Helybéli Asszonyok Szülészeti Egyletétől (Lying-in Charity for Married Women at Their Own Habitations), ami lehetővé tette a számára, hogy praktizálni kezdjen a szülészeten.
Visszatért Lewesbe és azonnal kapcsolatba lépett korábbi tanárával, James Moore-ral. A kolera, a tífusz és a himlő-járványok elérkeztével Mantell rendkívül elfoglalttá vált, naponta több mint 50 pácienst kellett ellátnia, emellett pedig évente 2–300 gyermek születésénél segédkezett. Későbbi visszaemlékezései alapján „egymást követő hat vagy hét éjszakán” át is fent kellett maradnia, hogy ellássa megszaporodott orvosi kötelezettségeit. Éves bevételei eközben 250-ról 750 fontra emelkedtek- Bár vidéki orvosi praxisa túlságosan elfoglalttá tette, kevés szabadidejében mégis megpróbált időt szakítani a szenvedélyére, a geológiára, gyakran azzal töltve a kora reggeli órákat, hogy beazonosíthassa a Hamsey területén levő márgabányákból előkerült fosszíliákat. 1813-ban Mantell levelezni kezdett egy fosszilis csigák katalogizálásával foglalkozó természettudóssal, James Sowerbyvel, akinek számos csigaházat küldött át. Hálából Mantell tökéletes példányaiért, Sowerby az egyik fajnak az Ammonites mantelli nevet adta. December 7-én a Londoni Linné Társaság (Linnean Society of London) tagjává választották. Két évvel később megjelentette első cikkét a Lewes környékén talált fosszíliák jellemzőiről.
1816-ban feleségül vette Mary Ann Woodhouse-t, egy három évvel korábban elhunyt páciensének 20 éves lányát. Mivel a lány még nem múlt el 21 éves, az angol törvények értelmében kiskorúnak számított, így édesanyja hozzájárulását kellett kérnie, és hatósági engedélyért folyamodnia, hogy hozzámehessen Mantellhez. Miután megkapta a hozzájárulást és megszerezte az engedélyt, május 4-én házasságot kötöttek a St. Marylebone templomban. Mantell még ebben az évben megkezdte saját orvosi praxisát a Királyi Tüzérségi Kórházban (Royal Artillery Hospital) a Lewesben található Ringmerben.

## Geológiai kutatás

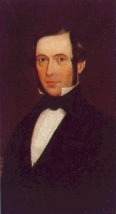
Gideon Mantell – korai éveiben

Mary Ann Lyme Regisben, Dorset megyében tett szenzációs óriás krokodilra emlékeztető (a későbbiekben ichthyosaurusként azonosított) állatfosszília felfedezése arra inspirálta, hogy szenvedélyesen érdeklődni kezdjen a környékén található állati és növényi kövületek kutatása iránt. A dél-angliai krétaformációhoz tartozó sussexi „The Weald” néven ismert terület mészkőrétegéből tengeri eredetű, késő kréta időszaki fosszíliák kerültek elő. Mantell 1819-től kezdve a Cuckfield közelében levő Whitemans Greenben kezdett fosszíliákat gyűjteni egy kőfejtőben, ami a korábbi lelőhelyekkel ellentétben kréta időszaki szárazföldi és édesvízi ökoszisztémák maradványait tartalmazta. A lelőhelyről, melyet egy történelmi erdős terület után, „Tilgate erdei rétegnek” (Strata of Tilgate Forest) nevezett el, a későbbiekben kiderült, hogy a kora kréta időszakhoz tartozott.
1820-tól több nagy méretű csontra bukkant Cuckfieldben, nagyobbakra, mint amekkorákat William Buckland talált az Oxfordshire megyei Stonesfieldben. 1822-ben, nem sokkal első (The Fossils of South Downs = A South Down-i fosszíliák című) könyve befejezése előtt, a felesége több nagy méretű fogat talált (egyes történészek szerint valójában ő maga bukkant a kövületekre), melyeket nem tudott azonosítani. 1821-ben egy új könyvet készült írni Sussex geológiájáról, ami rövid időn belül sikert hozott a számára. A kétszáz előjegyző között IV. György is küldött egy levelet carltoni rezidenciájáról, mely szerint „Őfelsége elrendeli, hogy a neve kerüljön az előjegyzési lista elejére, négy példánnyal.”.
Nem tudni, honnan tudott a király Mantellről, de Mantel válasza ismertté vált. A felélénkült és felbátorított Mantell megmutatta a fogakat más tudósoknak is, de ők cáfolták, hogy egy halhoz vagy emlőshöz tartozna, továbbá úgy vélték, hogy a többi Tilgate erdei fosszíliánál újabb rétegből származhat. A kiváló francia anatómus Georges Cuvier a fogakat egy orrszarvú maradványaként azonosította.
Charles Lyell szerint azonban Cuvier egy késő esti parti után vizsgálta meg a tárgyat, és miután másnap reggel felébredt, már kételkedett az elemzése helyességében. „Másnap reggel azt mondta nekem, biztos benne, hogy ez valami egész más lehet.” A véleménye megváltozása azonban különös módon mégsem jutott el Angliába, ahol Mantell nevetség tárgyává vált a „tévedése” miatt. Mantell azonban továbbra is úgy gondolta, hogy a tárgy a mezozoikumból származik, végül pedig felismerte, hogy a fogak hasonlítanak az iguana gyíkok fogaira, bár azoknál hússzor nagyobbak. Becslése szerint az egykori tulajdonosuk legalább 18 méter hosszú lehetett.

## Elismerés

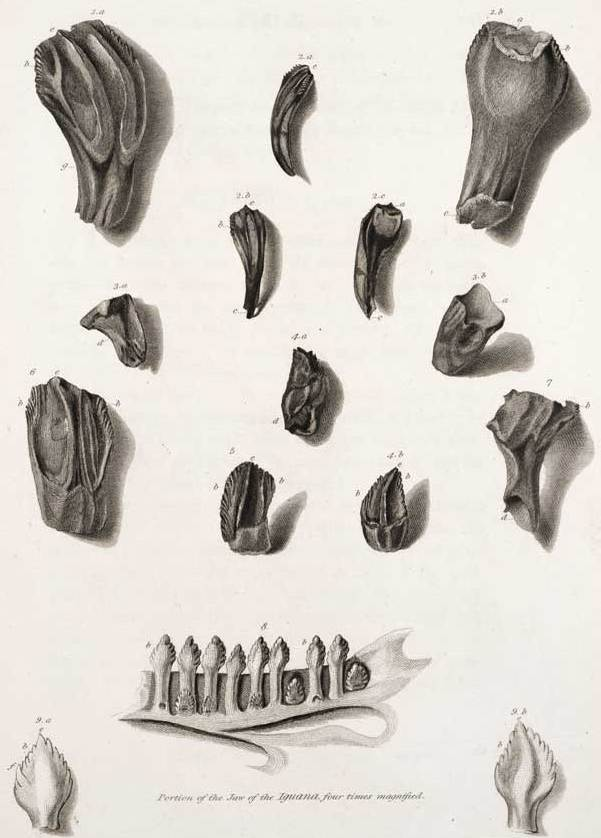
Egy modern iguana állkapcsáról és a megkövült fogakról készült illusztráció, Mantell 1825-ben, az Iguanodonról írt cikkéből

A sziklaképződmények alapos tanulmányozása után is hiába próbálta bebizonyítani, hogy a fosszíliák a mezozoikumi régtegből valók. Híres vitájuk során William Buckland azt állította, hogy a fogak egy haltól vagy egy harmadidőszakban élt orrszarvútól származnak.
Mikor bebizonyosodott, hogy Mantellnek volt igaza, már csak az volt a kérdés, hogyan nevezze el az új hüllőt. Először az Iguana-saurus nevet szánta neki, de kapott egy levelet William Daniel Conybeare-től, aki ezt írta: „Az hogy felfedezte az iguana és a fosszilis fogak közti hasonlóságot nagyon érdekes, az indítványozott név azonban nem igazán felel meg, mivel ugyanúgy használható a ma élő iguana megnevezésére is. Az Iguanoides vagy az Iguanodon jobb lenne.” Mantell megszívlelte a tanácsot és a lénynek az Iguanodon nevet adta.
Évekkel később Mantell elegendő fosszilis bizonyítékot gyűjtött annak bemutatására, hogy a dinoszauruszok mellső lábai sokkal rövidebbek voltak a hátsóknál, ami bizonyítja, hogy a felépítésük eltért az emlősökétől ahogy azt Sir Richard Owen állította. Mantell igyekezett bebizonyítani, hogy a megkövült csigolyák, melyeket Owen egy sor különböző faj részének tulajdonított, mind az Iguanodonhoz tartoztak. Továbbá elnevezett egy új dinoszaurusznemet, a Hylaeosaurust és ennek eredményeként az őshüllők szakértőjévé vált.

## Késői évek
1833-ban Mantell átköltözött Brightonba, viszont az orvosi praxisa a terhére volt. A nyomor szélére került, de a városi tanács úgy döntött, hogy a házát azonnal múzeummá alakítják. A brightoni múzeum ötlete azonban elbukott, mivel Mantell nem volt hajlandó belépődíjat fizetni. 1838-ban a teljesen elszegényedett Mantell felajánlotta, hogy 5 000 fontért a teljes gyűjteményét eladja a British Museumnak, amely lealkudta az összeget 4 000 fontra. Mantell ezután a dél-londoni Clapham Commonba költözött, ahol orvosként dolgozott.
1839-ben elhagyta a felesége, Mary Mantell, a rá következő évben pedig fia, Walter kivándorolt Új-Zélandra. Walter a későbbiekben nagy jelentőségű fosszíliákat küldött haza az apjának. 1840-ben Hannah, Gideon és Mary lánya elhunyt.
1841-ben Mantell Clapham Commonnál egy tragikus szekérbaleset áldozatává vált, mely során leesett az üléséről és miután beleakadt a járműbe, az maga után húzta a földön. Mantell gerincsérülést szenvedett, ami teljesen legyengítette és tartós fájdalmat okozott a számára. Hajlott kora, bénultsága és állandó fájdalmai ellenére folytatta a megkövült hüllők utáni kutatást, és haláláig számos tudományos cikket és könyvet jelentetett meg. 1844-ben Pimlico-ba költözött, ahol 1845-től rászokott az ópiumra, amit fájdalomcsillapítóként használt.

## Halál és örökség
1852-ben Mantell túladagolta az ópiumot, amitől kómába esett. Még aznap délután elhunyt. A boncolás során kiderült, hogy skoliózistól szenvedett. Régi ellenfele, Richard Owen megszerezte Mantell gerincének egy darabját, amit egy polcon helyezett el a Királyi Sebészeti Akadémia épületében. A tárgy egészen a második világháborúig ott maradt, majd elveszett, illetve feltehetően megsemmisült egy német bombázás során.
Mantell Clapham Common déli részén levő rendelőjéből fogászati rendelő lett.
2000-ben a cuckfieldi Whiteman's Greenben leleplezték a A Mantell Emlékművet (The Mantell Monument), amely Mantell felfedezésének, és őslénytani tudományos munkájának állít emléket. Az emlékmű azon a helyen áll, ahonnan előkerült az Iguanodon fosszíliája, amiről Mantell 1822-ben leírást készített. Mantellt a West Norwood Cemeteryben temették el egy Amon Henry Wildsnak tulajdonított szarkofágban, ami a másolata annak, amely Natakamani Ámon Templomában állt. (Az ammonitesz név véletlenül szintén az Amonból ered.)

## Fordítás
- Ez a szócikk részben vagy egészben  a   Gideon Mantell című angol Wikipédia-szócikk ezen változatának fordításán alapul.  Az eredeti cikk szerkesztőit annak laptörténete sorolja fel. Ez a jelzés csupán a megfogalmazás eredetét és a szerzői jogokat jelzi, nem szolgál a cikkben szereplő információk forrásmegjelöléseként.